# Cēzars Ozers
Tsezar Eduardovich Ozers (cirílico:Цезар Эдуардович Озерс) (Riga, 11 de fevereiro de 1937 – 5 de novembro de 2023) foi um basquetebolista letão que integrou a Seleção Soviética que conquistou a Medalha de prata disputada nos XVII Jogos Olímpicos de Verão de 1960 realizados em Roma.

## Morte
Ozers morreu no dia 5 de novembro de 2023 aos 86 anos.